# Nora Dunn
Nora Dunn, född 29 april 1952 i Chicago, Illinois, är en amerikansk skådespelare och komiker. Hon är syster till skådespelaren Kevin Dunn.
Nora Dunn slog först igenom som medlem i Saturday Night Live-ensemblen från 1985 till 1990. Bland hennes första filmroller var Working Girl (1988) och Miami Blues (1990). Hon har bland annat medverkat i See Arnold Run (2005), Amber Frey: Witness for the Prosecution (2005) och Heartbreakers (2001).

## Filmografi
- 1988 – Working Girl
- 1990 – Miami Blues
- 1993 – Born Yesterday
- 1993 – Passion Fish
- 1993 – Ung och vild: Shake, Rattle & Roll
- 1994 – I Love Trouble
- 1995 – Den sista måltiden
- 1998 – Bulworth
- 1998 – Air Bud räddar spelet
- 1999 – Drop Dead Gorgeous
- 1999 – Three Kings
- 2000 – Good Vibrations
- 2001 – Max Keebles stora flytt
- 2001 – Heartbreakers
- 2001 – Den galna jakten på ringen
- 2002 – Storm Watch
- 2002 – Cherish
- 2003 – De utvalda
- 2003 – Die Mommie Die!
- 2003 – The Hebrew Hammer
- 2003 – Knee High P.I.
- 2004 – November
- 2004 – Laws of Attraction
- 2005 – Amber Frey: Witness for the Prosecution
- 2005 – The Darwin Awards
- 2005 – See Arnold Run
- 2006 – Puckad
- 2006 – Southland Tales
- 2008 – Pineapple Express
- 2009 – The Answer Man
- 2012 – LOL
- 2018 – Tag
- 2018 – The Oath